# Сушант Синг Раџпут
Сушант Синг Раџпут (21. јануар 1986 — Мумбај, 14. јун 2020) био је индијски боливудски глумац, плесач, предузетник и филантроп. Глумачку каријеру почео је у телевизијским серијалима, а у Боливуду је дебитовао 2013. године. Познат је по улози капитена индијске репрезентације у крикету Махендре Синга Донија у филму М. С. Дони: Неиспричана прича. У јуну 2020. године извршио је самоубиство у свом дому у Мумбају.